# Genyéte

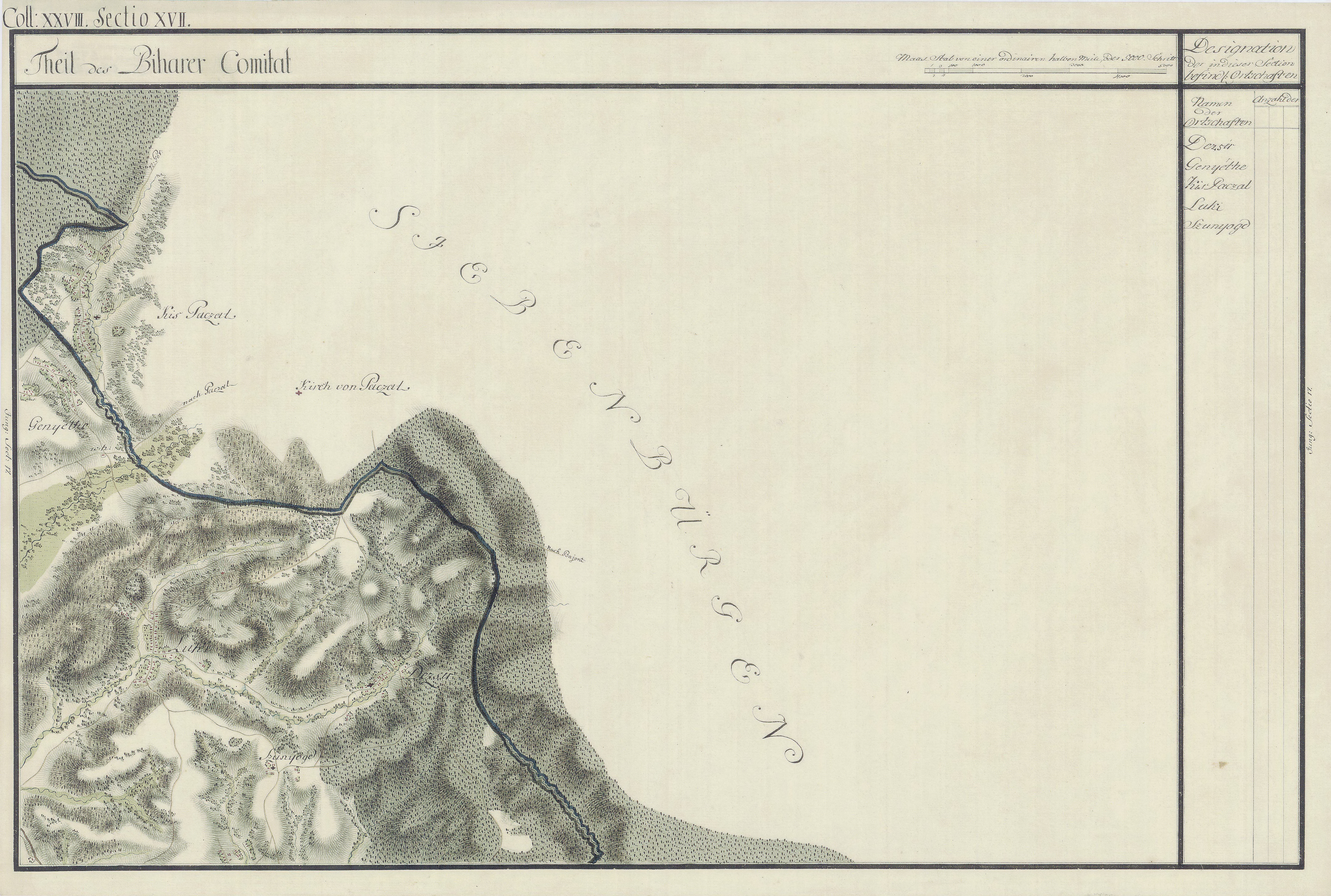
A Bihar megye szélén fekvő Genyéte egy régi térképen

Genyéte település Romániában, a Partiumban, Bihar megyében.

## Fekvése
Margittától északkeletre, Magyarkéc és Margitta közt fekvő település.

## Története
Genyéte nevét 1332-ben Sanctus Martinus, 1345-ben Genethe, majd egy 1425-ös keltezésű, a Csáky család levéltárából való oklevél is említette Genethe néven. Egy 1489-ből való oklevél pedig Szentmárton aliter Genete néven említette.
A település ősi birtokosa a Csáky család tagjai voltak. A 19. század elején a Szlávyak, a 20. század elején pedig Gorove János birtoka volt.
1851-ben Fényes Elek írta a településről: „...Bihar vármegyében, az Érmellékén. Van 380 óhitű lakosa, anyatemploma, kevés sovány szántófölde, szép bikkes erdeje, szőlőhegye, 5 6/8 urbéri telke. Bírja Szlávy, gróf Csáky, Budaházy.”
1910-ben 591 lakosából 546 román, 45 magyar volt. Ebből 505 görögkatolikus, 49 görögkeleti ortodox, 19 református, volt.
A 20. század elején Bihar vármegye Margittai járásához tartozott.

## Nevezetességek
- Görögkatolikus temploma 1898-ban épült.